# وحيدات الخلية الحمئية الكورية
وحيدات الخلية الحمئية الكورية (الاسم العلمي: Caenimonas koreensis) هي نوع من البكتيريا، سلبية الغرام، تتبع جنس وحيدات الخلية الحمئية.